# Cartodere curtipennis
Cartodere curtipennis là một loài bọ cánh cứng trong họ Latridiidae. Loài này được Pic miêu tả khoa học năm 1924.